# 板倉勝志
板倉 勝志（いたくら かつゆき）は、江戸時代中期の大名。備中国庭瀬藩の第4代藩主。官位は従五下・主水正。重宣系板倉家5代。

## 略歴
第3代藩主・板倉勝興の長男として誕生。

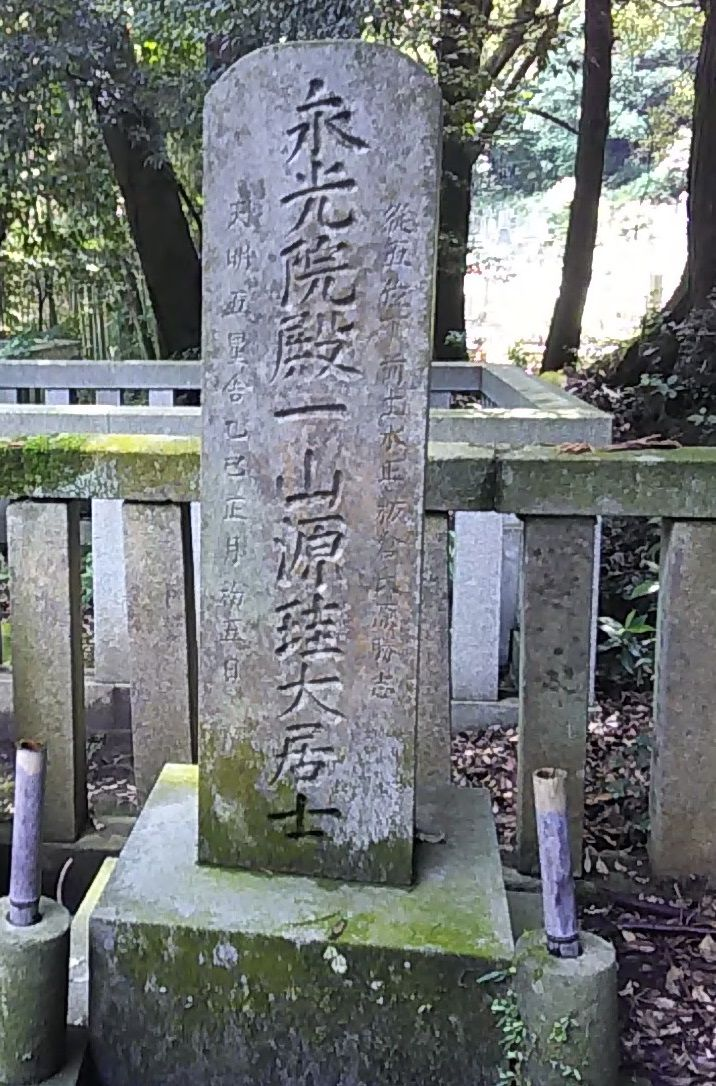
板倉勝志の墓(西尾市長圓寺)

天明4年（1784年）3月9日、父の隠居により家督を継いだが、翌年2月29日に41歳で死去した。家督は弟で養嗣子の勝喜が継いだ。

## 系譜
- 父：板倉勝興（1722-1796）
- 母：植村家敬の長女
- 正室：太田資俊の娘
- 継室：板倉勝武の娘
- 側室：志村氏
- 養子
  - 男子：板倉勝喜（1765-1842） - 板倉勝興の四男